# 謝菲爾德角

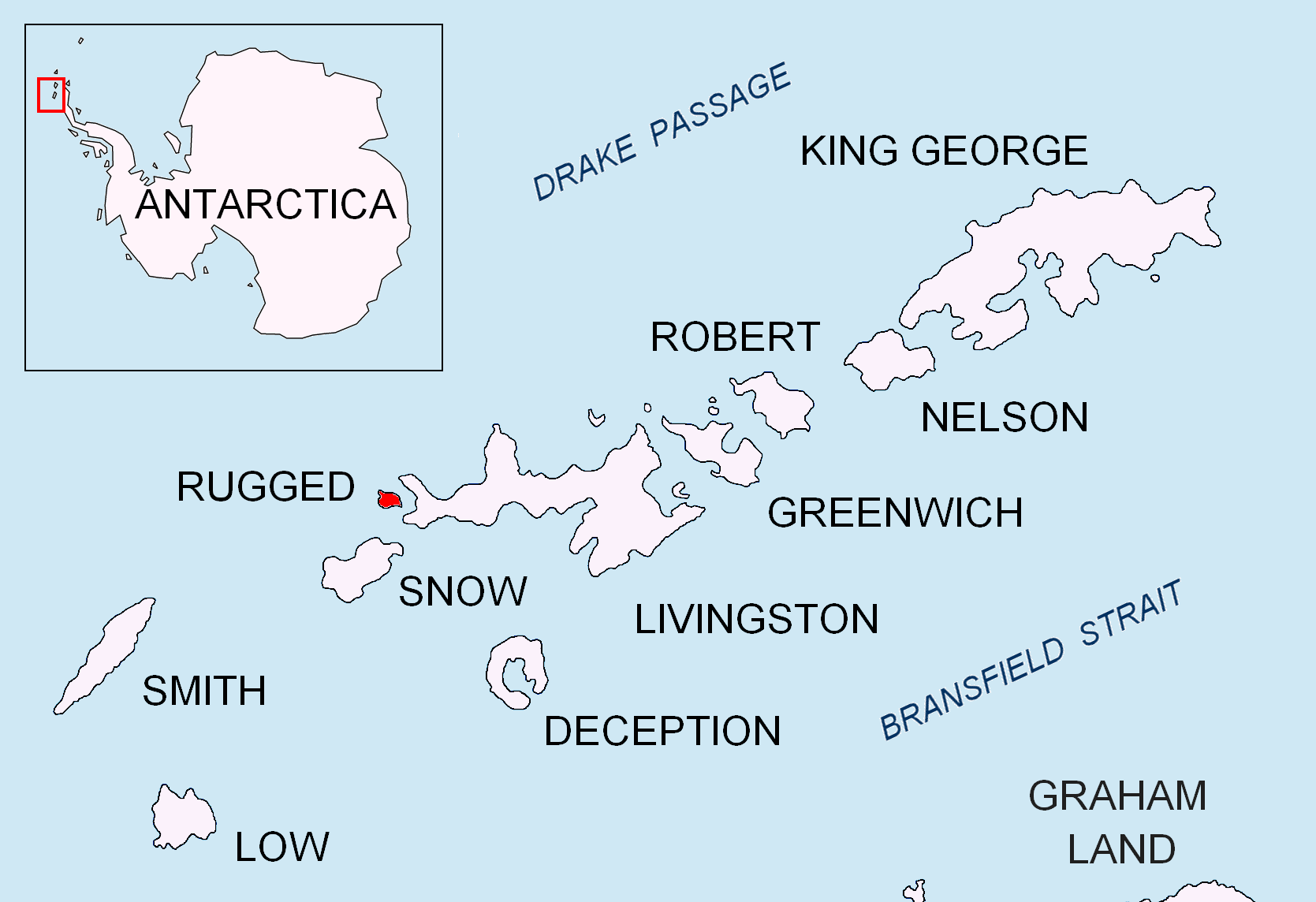

謝菲爾德角（英語：Cape Sheffield）是南極洲的海岬，位於南設得蘭群島中拉吉德島西北端，處於文德角西北面6公里、本森角西北面3.2公里、開始角西南面5.15公里。
62°36′49.5″S 61°18′02.9″W / 62.613750°S 61.300806°W